# Kiachta
Kiachta (ros. Кяхта, mong. Хиагт, buriacki Хяагта, chiń. upr. 恰克图; chiń. trad. 恰克圖; pinyin Qiàkètú) – miasto w Rosji (Buriacja), przy granicy z Mongolią.
Została założona w 1727 roku. Do początku XX wieku była ważnym ośrodkiem handlowym Rosji z Chinami. Do 1934 roku samo miasto nosiło nazwę Troickosawsk, następnie zostało połączone z osadą handlową Kiachta, od której przejęło nazwę. W 2010 roku liczyło 20 024 mieszkańców.
W mieście rozwinął się przemysł włókienniczy oraz spożywczy.

## Galeria

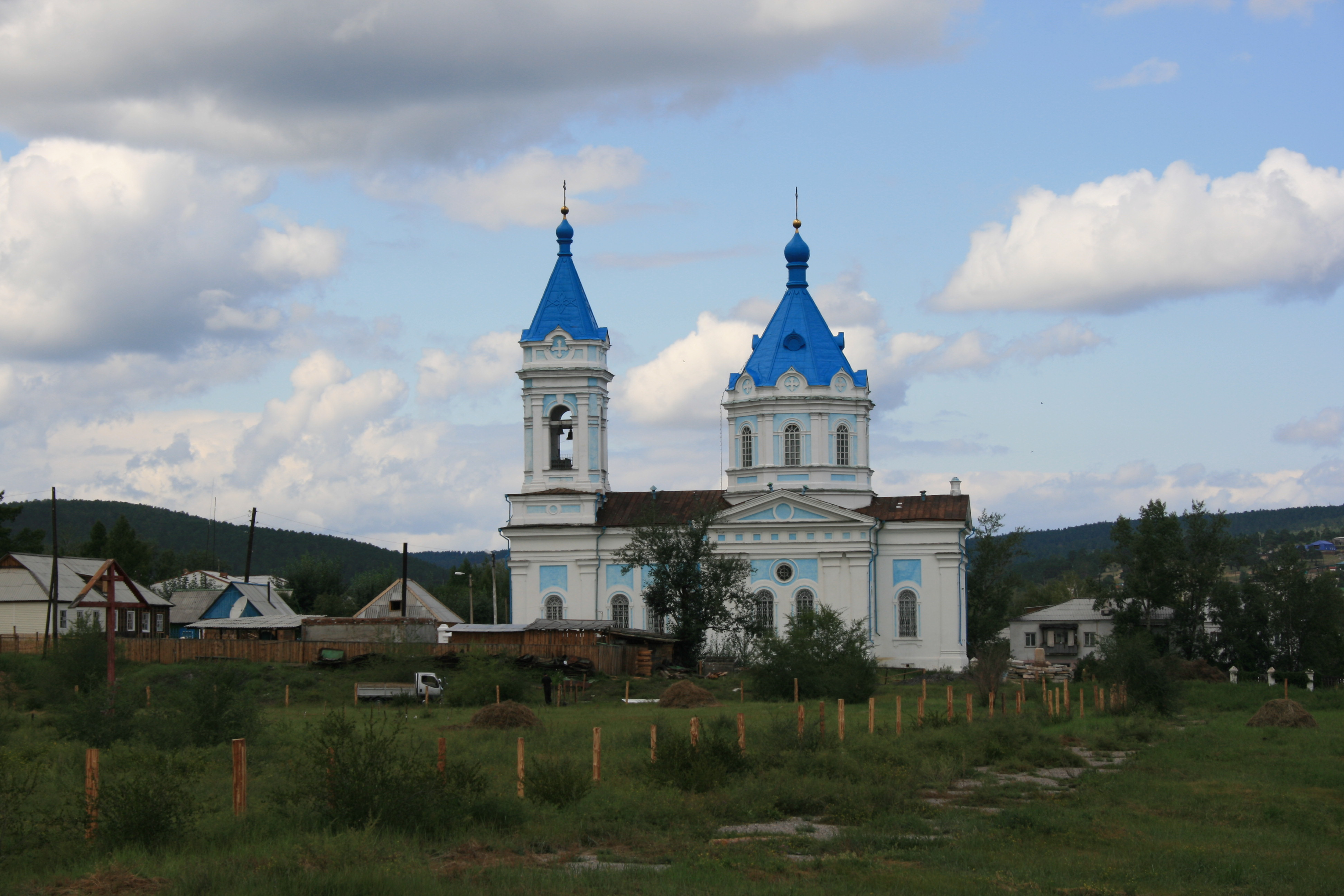
Cerkiew Zaśnięcia Najświętszej Maryi Panny z 1884 roku
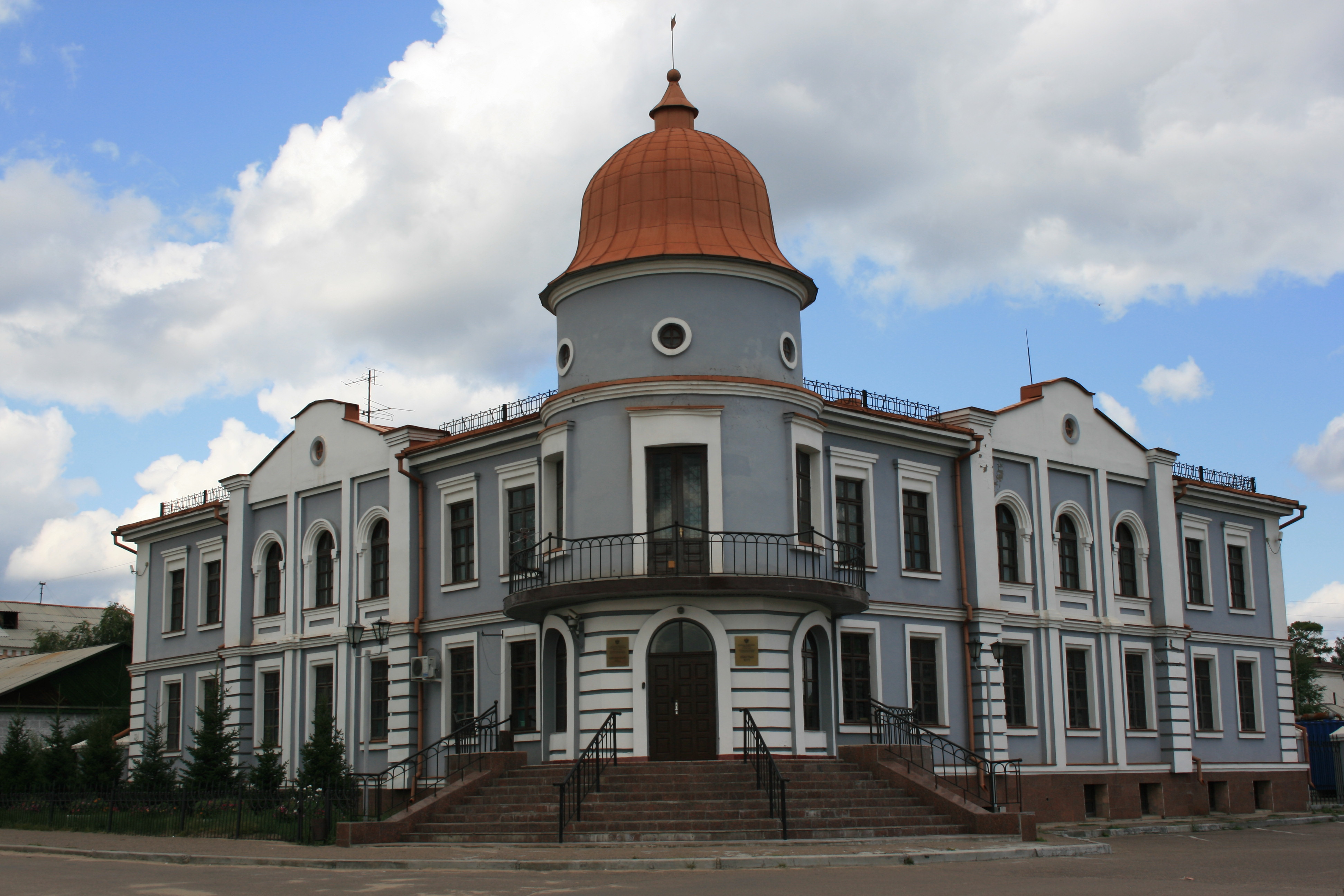
Bank
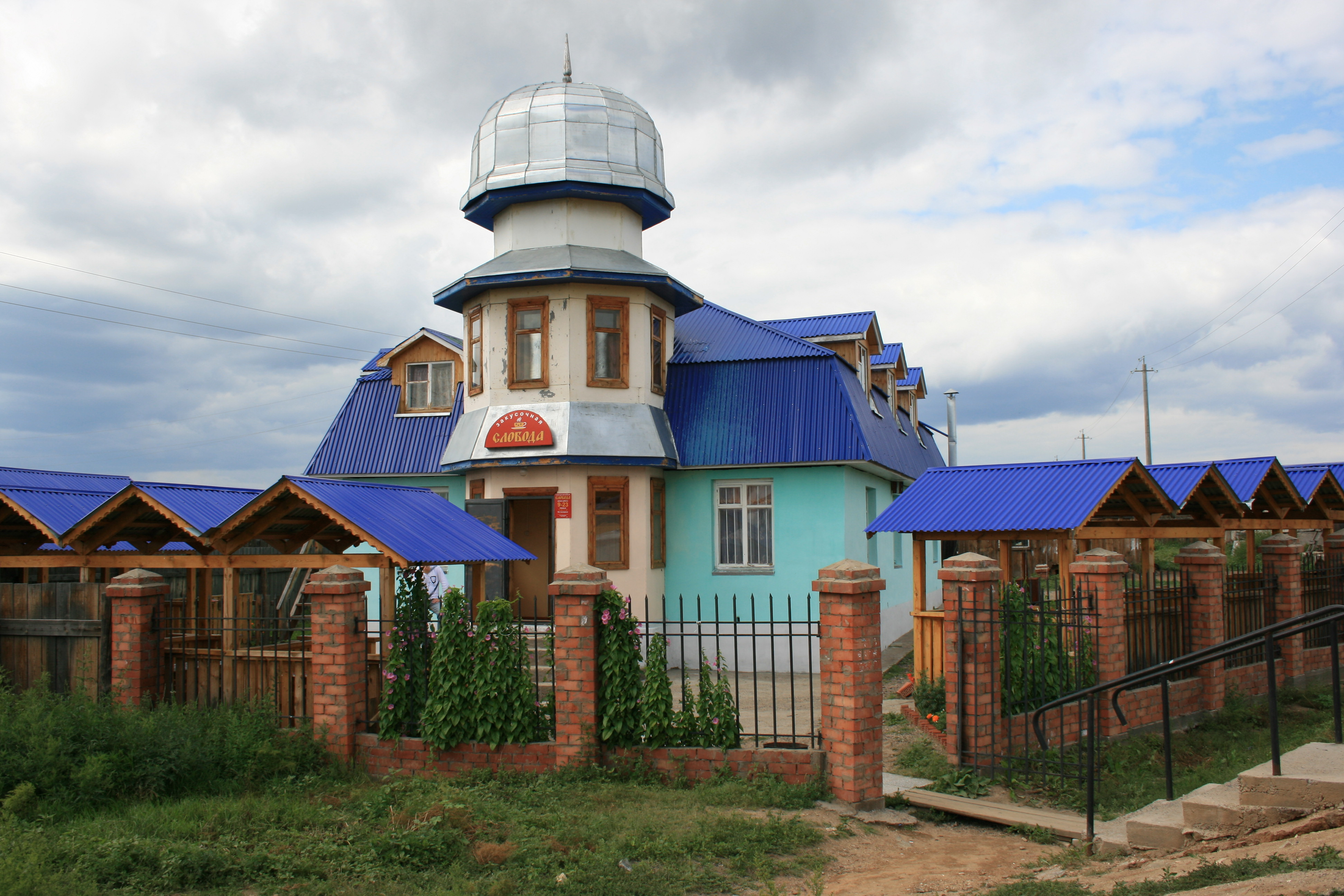
Kawiarnia Swoboda
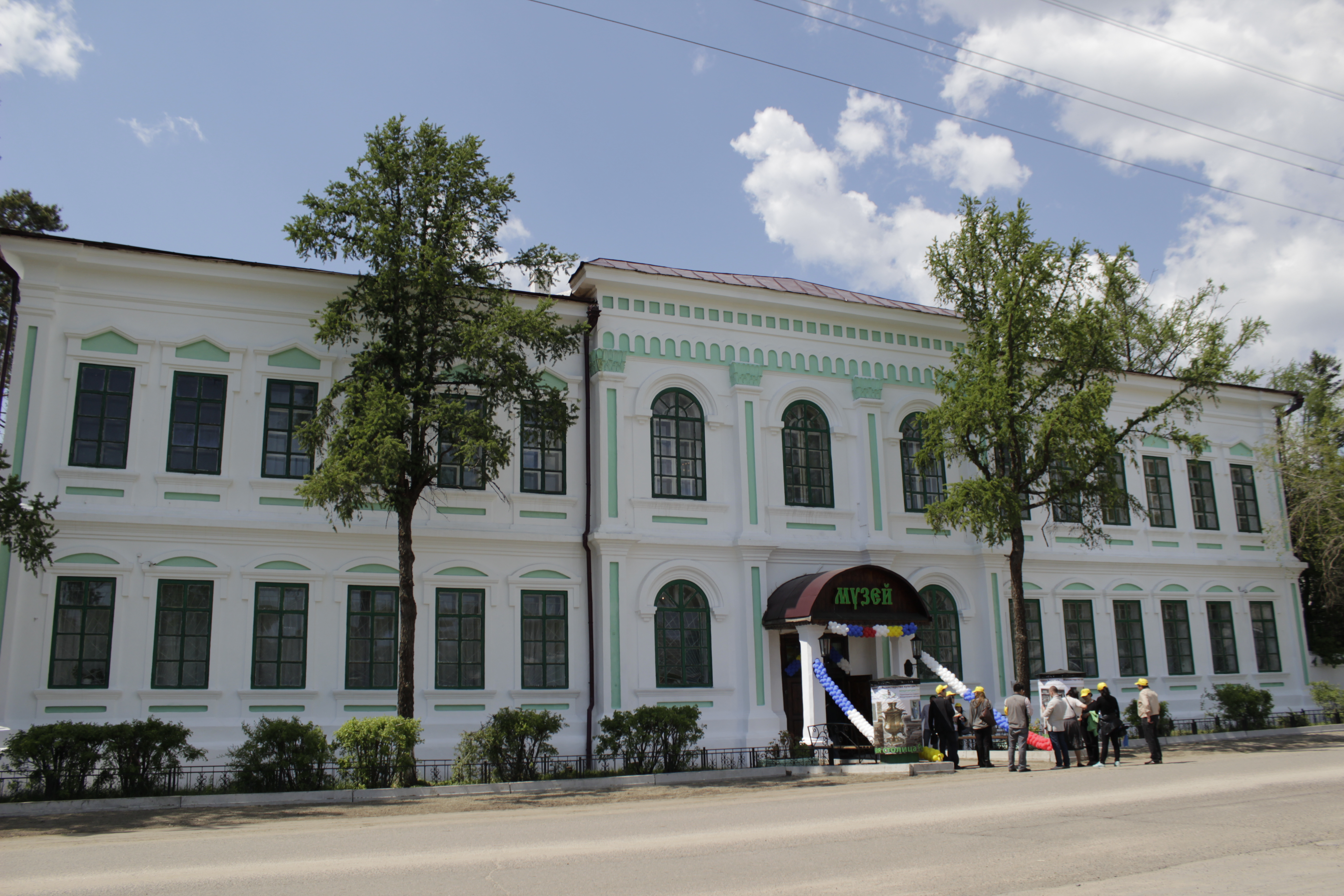
Muzeum miejskie
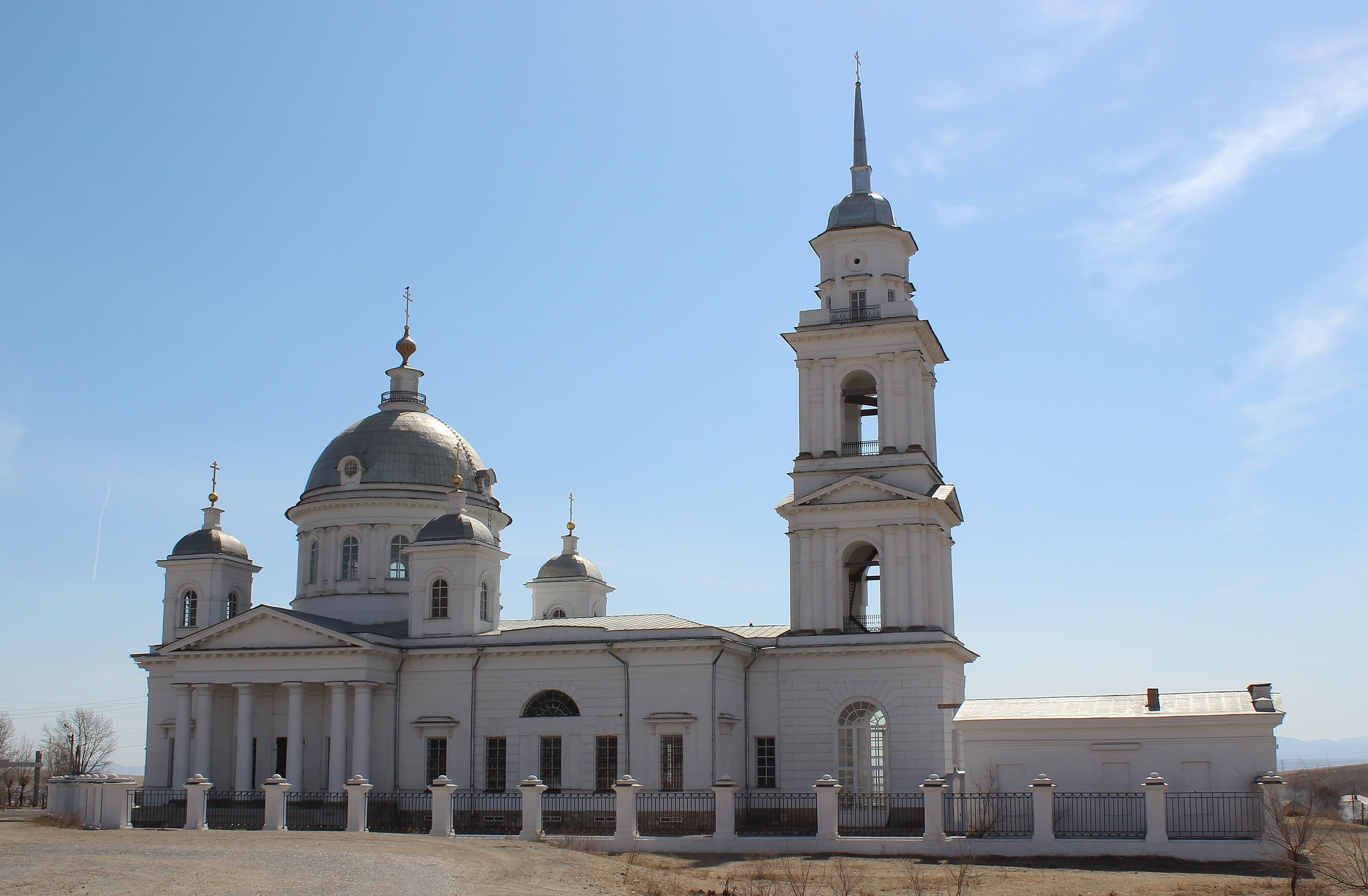
Cerkiew Zmartwychwstania Pańskiego
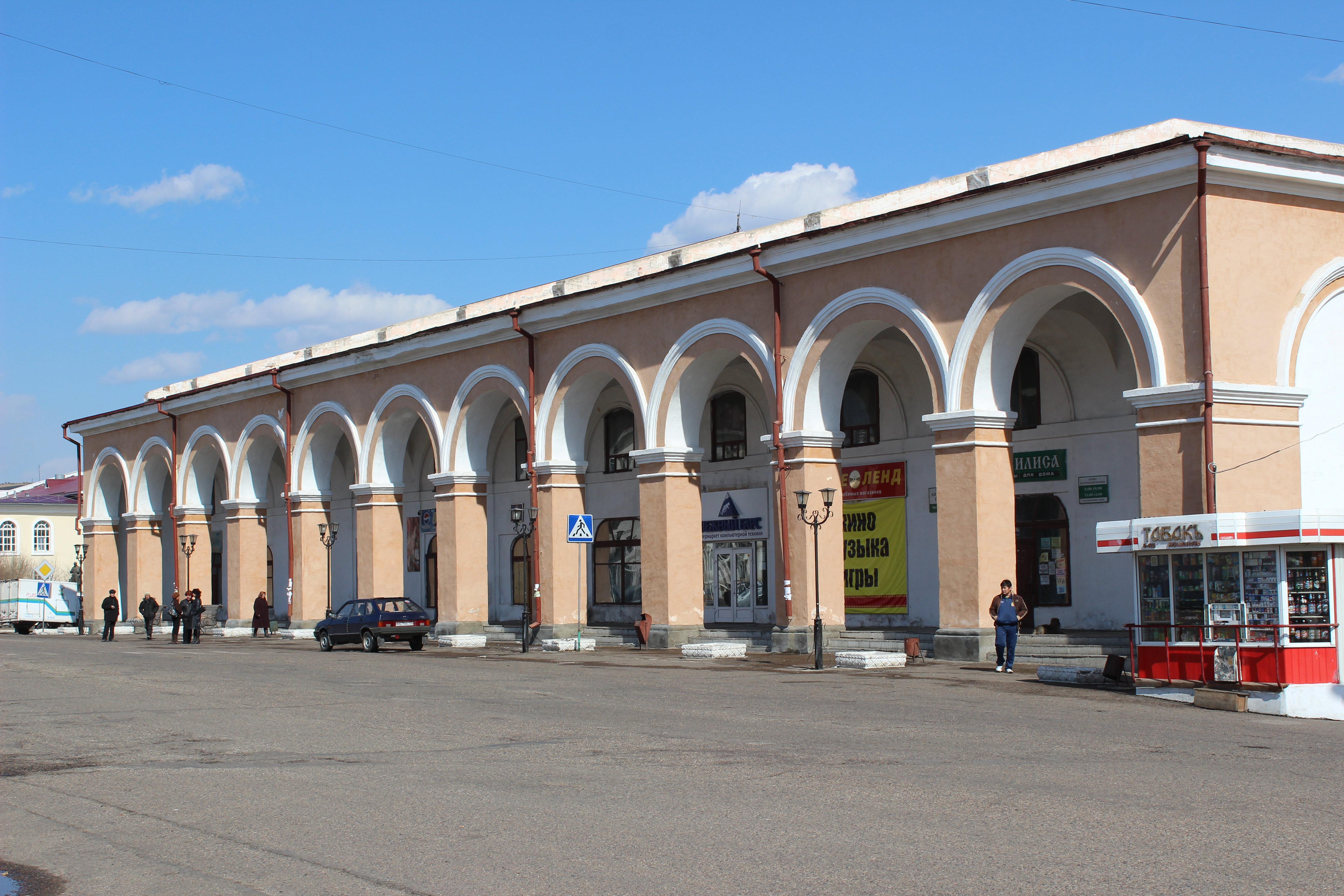
Sukiennice